# Rinorea tshingandaensis
Rinorea tshingandaensis är en violväxtart som beskrevs av Taton. Rinorea tshingandaensis ingår i släktet Rinorea och familjen violväxter. Inga underarter finns listade i Catalogue of Life.